# La pirámide (programa de televisión)
La pirámide es un concurso de televisión español presentado por Itziar Miranda basado en el formato de televisión estadounidense The 100.000$ Pyramid desde el 18 de julio de 2025 en la franja de prime time pasar pasar su emisión a diario en las tarde de La 1 a partir del 21 de julio de 2025. El concurso fue cancelado y retirado de emisión tras sus pobres datos de audiencia con 35 programas grabados, dejando 20 para una reubicación en La 2 en la franja de la mañana.

## Formato
'La pirámide' es un concurso de asociación de palabras en el que, cada tarde, tres concursantes seleccionados entre el público al azar participan junto a personajes conocidos para lograr el mayor número de aciertos posibles ayudados en cada entrega por un famoso. Las tres parejas anónimo-famoso compiten en una fase contrarreloj con el objetivo de superar la ronda clasificatoria y acceder a la temida Pirámide Final, donde solo una pareja de las tres puede optar al premio de 100.000 euros.
El programa se estructura en cuatro fases, en las que los participantes deben adivinar palabras, imágenes o frases a partir de las descripciones ofrecidas por sus compañeros. La rapidez mental, la capacidad de asociación y el control de los nervios son elementos clave en este formato. Solo el mas rápido, hábil de mente y perspicaz se pondrá al frente de la prueba final y optar cada tarde al bote final de 100.000 euros.

## Mecánica
El programa se desarrolla en seis fases. En la primera fase, llamada “exprés”, se lanza una pregunta o definición a los ocho concursantes colocados dentro de la Gran Pirámide y los tres quienes escriben la palabra en el menor tiempo posible, se calificarán en la fase siguiente.
En la segunda fase, los tres concursantes calificados se encontrarán en las mesas del plató, junto a tres famosos invitados, compitiendo por intentar conseguir adivinar palabras ocultas por parejas durante 45 segundos. Por cada acierto, el concursante conseguirá un punto, y solo el que da las pistas puede pasar.
En la tercera fase, llamada “la imagen escondida”, el jugador sin el tiempo que limite la respuesta, tendrá que intentar dar pistas, ayudando al famoso al que tiene que adivinar solo viendo una imagen. El número máximo de pistas que podrá utilizar el concursante en total son siete, y por cada acierto se marcarán dos puntos.
En la cuarta fase, los puntos en juego aumentarán, ya que cada acierto valdrá tres puntos. Esta fase la empieza a jugar siempre la pareja que lleva menos puntos acumulados y se desarrolla con dos opciones de juego. En la primera, los jugadores deben cantar unas canciones hasta pausarse y el otro miembro de la pareja debe mencionar la palabra que continuaba a letra de la canción. En la segunda opción que es la de mímica, un miembro de la pareja deberá entrar dentro de una pirámide llena de papelitos y hacerle mímica al otro miembro de la pareja para que adivine lo que trata de mostrar. Al final de esta fase, el concursante que haya conseguido el menor puntaje quedará eliminado.
En la quinta fase, que es la semifinal, llamada “fase del elemento incoherente” las dos parejas finalistas deben encontrar juntos el elemento que no encaja con el resto. Por cada acierto se marcará un punto, y no se tendrá posibilidad de pasar. Al final, la pareja que conseguirá el mayor número de puntos pasará a la sexta y última fase que es la “Pirámide final”.
En la “Pirámide final”, la pareja finalista luchará por ganar 100.000 euros. En este juego final, durante 90 segundos, el famoso deberá describir las 10 opciones que aparecerán en pantalla, sin decir la raíz de las palabras ni hacer mímica, para que el concursante las adivine exactamente. Los concursantes podrán pasar de panel, pero los enunciados no desaparecerán, ya que podrán volver a ellos si les da tiempo. Si el concursante acertará todas las 10 opciones, se llevará 100.000 euros, en cambio, si no conseguirá se llevará 1.000 euros y regresará al próximo programa junto al otro finalista.

## Equipo
| Presentadora   | La 1 | La 1 |
| Presentadora   | 2025 |      |
| -------------- | ---- | ---- |
| Itziar Miranda |      |      |

## Audiencias
| Temporada | Temporada | Episodios | Estreno             | Final               | Audiencia media | Audiencia media |
| Temporada | Temporada | Episodios | Estreno             | Final               | Espectadores    | Cuota           |
| --------- | --------- | --------- | ------------------- | ------------------- | --------------- | --------------- |
|           | 1         | 15        | 18 de julio de 2025 | 8 de agosto de 2025 | 376 000         | 5,6%            |

### Temporada 1 (2025-presente)
| Programas emitidos | Programas emitidos | Programas emitidos                                 | Programas emitidos | Programas emitidos | Programas emitidos |
| ------------------ | ------------------ | -------------------------------------------------- | ------------------ | ------------------ | ------------------ |
| N.º                | Fecha de emisión   | Invitados                                          | Audiencia          | Cuota              |                    |
| 1                  | 18/07/2025         | Anabel Alonso Joaquín Reyes Manuel Díaz González   | 765 000            | 9,0%               |                    |
| 2                  | 21/07/2025         | Anabel Alonso Joaquín Reyes Manuel Díaz González   | 440 000            | 6,6%               |                    |
| 3                  | 22/07/2025         | Anabel Alonso Joaquín Reyes Manuel Díaz González   | 351 000            | 5,4%               |                    |
| 4                  | 24/07/2025         | Anabel Alonso Joaquín Reyes Manuel Díaz González   | 420 000            | 6,2%               |                    |
| 5                  | 25/07/2025         | Anabel Alonso Joaquín Reyes Manuel Díaz González   | 318 000            | 5,1%               |                    |
| 6                  | 28/07/2025         | Vanesa Romero Cristina Medina Leo Harlem           | 321 000            | 4,8%               |                    |
| 7                  | 29/07/2025         | Vanesa Romero Cristina Medina Leo Harlem           | 371 000            | 5,7%               |                    |
| 8                  | 30/07/2025         | Vanesa Romero Cristina Medina Leo Harlem           | 348 000            | 5,3%               |                    |
| 9                  | 31/07/2025         | Víctor Elías Rubén Cortada Ágatha Ruiz de la Prada | 352 000            | 5,3%               |                    |
| 10                 | 01/08/2025         | Víctor Elías Rubén Cortada Ágatha Ruiz de la Prada | 303 000            | 4,9%               |                    |
| 11                 | 04/08/2025         | Víctor Elías Rubén Cortada Ágatha Ruiz de la Prada | 351 000            | 5,2%               |                    |
| 12                 | 05/08/2025         | Nacho Guerreros Laura Sánchez Rappel               | 359 000            | 5,6%               |                    |
| 13                 | 06/08/2025         | Nacho Guerreros Laura Sánchez Rappel               | 317 000            | 5,0%               |                    |
| 14                 | 07/08/2025         | María Peláe Amaya Valdemoro Jorge Blas             | 310 000            | 4,9%               |                    |
| 15                 | 08/08/2025         | María Peláe Amaya Valdemoro Jorge Blas             | 319 000            | 5,0%               |                    |

### Audiencias por meses
| Audiencia media por meses | Audiencia media por meses | Audiencia media por meses | Audiencia media por meses |
| Año                       | Mes                       | Audiencia                 | Audiencia                 |
| Año                       | Mes                       | Espectadores              | Cuota                     |
| ------------------------- | ------------------------- | ------------------------- | ------------------------- |
| 2025                      | Julio                     | 410 000                   | 5,9%                      |
| 2025                      | Agosto                    | 327 000                   | 5,1%                      |